# Dino Dondi
Dino Dondi (Casalecchio di Reno, 10 de juliol de 1925 - Basse-Terre, 3 de març de 2007) va ser un baríton italià.
A principis dels anys cinquanta, després d'haver cantat en teatres de l'Emília-Romanya, incloent-hi a Bolonya, es va traslladar a Milà i el 1954 va debutar al Teatro Nuovo amb Rigoletto per Giuseppe Verdi. Poc després va ser cridat pel Teatro alla Scala, on va cantar, entre altres obres, a Iphigénie en Tauride de Christoph Willibald Gluck sota la direcció de Luchino Visconti, amb Maria Callas i la direcció de Nino Sanzogno (1957), i a Macbeth de Verdi, sota la direcció de Thomas Schippers (1958).
Va cantar durant tota la dècada del 1960 al Gran Teatre del Liceu de Barcelona.